# Єфремково
Єфремково (рос. Ефремково) — присілок у Лодєйнопольському районі Ленінградської області Російської Федерації.
Населення становить 35 осіб. Належить до муніципального утворення Альоховщинське сільське поселення.

## Історія
Згідно із законом від 20 вересня 2004 року № 63-оз належить до муніципального утворення Альоховщинське сільське поселення.

## Населення
| 1879 | 1885 | 1905 | 1958 | 1961 | 1990 | 1997 |
| ---- | ---- | ---- | ---- | ---- | ---- | ---- |
| 31   | ↘22  | ↗25  | ↗172 | ↘110 | ↘85  | ↘68  |
| 2007 | 2010 | 2014 | 2015 | 2016 |      |      |
| ↘36  | ↘26  | ↗39  | ↘37  | ↘35  |      |      |